# Леонов Володимир Петрович
Леонов Володимир Петрович (25 квітня 1937) — радянський велогонщик.
Бронзовий призер Олімпійських Ігор 1960 року в спринті на тандемах, учасник 1956 року.